# Olympische Winterspiele 1972/Rennrodeln – Doppelsitzer
Der Rennrodel-Doppelsitzer im Rennrodeln bei den Olympischen Winterspielen 1972 wurde am 10. Februar 1972 auf der Teine Rodelbahn ausgetragen. Am Start waren 40 Teilnehmer aus 11 Ländern, von denen alle in die Wertung kamen. Olympiasieger wurden Paul Hildgartner und Walter Plaikner aus Italien sowie Horst Hörnlein und Reinhard Bredow aus der DDR mit einer Gesamtzeit von 1:28,35 Minuten. Die Bronzemedaille holten Klaus-Michael Bonsack und Wolfram Fiedler aus der DDR.

## Titelträger
| Olympiasieger | Klaus-Michael Bonsack Thomas Köhler ( Deutsche Demokratische Republik) |
| Weltmeister   | Paul Hildgartner Walter Plaikner ( Italien)                            |

## Ergebnis
| Rang | Athleten                                   | Nation             | Lauf 1 | Lauf 1 | Lauf 2 | Lauf 2 | Gesamt     |
| Rang | Athleten                                   | Nation             | Zeit   | Rang   | Zeit   | Rang   | Zeit (min) |
| ---- | ------------------------------------------ | ------------------ | ------ | ------ | ------ | ------ | ---------- |
| 001  | Paul Hildgartner Walter Plaikner           | Italien            | 44,21  | 1      | 44,14  | 2      | 1:28,35    |
| 001  | Horst Hörnlein Reinhard Bredow             | DDR                | 44,27  | 2      | 44,08  | 1      | 1:28,35    |
| 003  | Klaus-Michael Bonsack Wolfram Fiedler      | DDR                | 44,69  | 3      | 44,47  | 3      | 1:29,16    |
| 004  | Satoru Arai Masatoshi Kobayashi            | Japan              | 44,73  | 4      | 44,90  | 7      | 1:29,63    |
| 005  | Hans Brandner Balthasar Schwarm            | BR Deutschland     | 44,86  | 5      | 44,80  | 5      | 1:29,66    |
| 005  | Mirosław Więckowski Wojciech Kubik         | Polen              | 44,88  | 6      | 44,78  | 4      | 1:29,66    |
| 007  | Manfred Schmid Ewald Walch                 | Österreich         | 44,92  | 7      | 44,83  | 6      | 1:29,75    |
| 008  | Sigisfredo Mair Ernesto Mair               | Italien            | 45,22  | 8      | 45,04  | 8      | 1:30,26    |
| 009  | Rudolf Schmid Franz Schachner              | Österreich         | 45,37  | 10     | 45,31  | 9      | 1:30,68    |
| 009  | Lucjan Kudzia Ryszard Gawior               | Polen              | 45,28  | 9      | 45,40  | 11     | 1:30,68    |
| 011  | Stefan Hölzlwimmer Hans Wimmer             | BR Deutschland     | 45,61  | 11     | 45,31  | 9      | 1:30,92    |
| 012  | Juri Swetikow Sergei Ossipow               | Sowjetunion        | 45,64  | 12     | 45,48  | 12     | 1:31,12    |
| 013  | Juri Jegorow Wiktor Iljin                  | Sowjetunion        | 45,66  | 13     | 45,53  | 13     | 1:31,19    |
| 014  | Christian Strøm Stephen Sinding            | Norwegen           | 45,81  | 14     | 46,25  | 16     | 1:32,06    |
| 015  | Jack Elder Frank Jones                     | Vereinigte Staaten | 46,48  | 16     | 46,11  | 14     | 1:32,59    |
| 016  | Larry Arbuthnot Doug Hansen                | Kanada             | 46,47  | 15     | 46,22  | 15     | 1:32,69    |
| 017  | Robert Berkley Richard Cavanaugh           | Vereinigte Staaten | 46,58  | 17     | 46,59  | 17     | 1:33,17    |
| 018  | Masako Eguchi Kazuaki Ichikawa             | Japan              | 46,93  | 19     | 46,63  | 18     | 1:33,56    |
| 019  | Stephen Marsh Jonnie Woodall               | Großbritannien     | 46,77  | 18     | 47,05  | 19     | 1:33,82    |
| 020  | Michel de Carvalho Jeremy Palmer-Tomkinson | Großbritannien     | 47,09  | 20     | 47,50  | 20     | 1:34,59    |